# Randers-Ryomgård-banen
Randers-Ryomgård-banen var en dansk jernbanestrækning mellem Randers og Ryomgård (1876–1971).
Den blev anlagt samtidig med strækningen Ryomgård-Grenaa af det danske privatbaneselskab Randers-Grenaa Jernbaneselskab. Efter indvielsen af strækningen Aarhus-Ryomgård 1. december 1877 blev de to jernbaner drevet af det fælles driftsselskab Østjyske Jernbane (ØJJ). Efter få år blev Randers-Ryomgård en sidebane til hovedstrækningen Aarhus-Ryomgård-Grenaa (Grenaabanen), som stadig eksisterer. I 2012 blev den lagt sammen med Odderbanen til Aarhus Nærbane, der efter en ombygning kommer til at indgå i Aarhus Letbane i 2017-2018.

## Strækningsdata
- Åbnet: 26. august 1876
- Længde: 35,5 km
- Enkeltsporet
- Sporvidde: 1.435 mm
- Skinnevægt: 22,5 kg/m – udskiftet med 37 kg/m i 1908-12
- Maks. akseltryk: 16 t
- Nedlagt: 2. maj 1971 – godstrafik Randers-Pindstrup frem til 1993

## Standsningssteder
- Randers station (Rd) i km 0,0 – forbindelse med Aarhus-Randers-banen, Randers-Aalborg Jernbane og Randers-Hadsund Jernbane.
- Strømmen station (Stø) i km 1,9.
- Romalt trinbræt (Rmg) i km 5,2.
- Volkmølle billetsalgssted (Me) i km 9,2. Fra 1907 station.
- Uggelhuse station (Ug) i km 12,6.
- Floes billetsalgssted (Flo) i km 14,7.
- Allingåbro station (Al) i km 19,6.
- Auning station (Ag) i km 25,1.
- Pindstrup station (Pi) i km 30,2.
- Ryomgård station (Rå) i km 35,5 – forbindelse med Grenaabanen (Aarhus-Grenaa) og Ryomgård-Gjerrild-Grenaa Jernbane.

### Bevarede stationsbygninger
- Strømmen: Strømmen 32
- Volkmølle: Volkmøllevej 21
- Uggelhuse: Stationsvej 3
- Allingåbro: Hovedgaden 4
- Auning: Torvegade 1
- Ryomgård: Jernbanegade 12

## Nedlæggelsen
Randers-Ryomgård-banen var oprindeligt ført ind til Randers Station via Strømmensbro, men det blev til sidst et problem, at den kun havde et tilladt akseltryk på 16 tons. Kun et par år før godstrafikken blev indstillet, indviede man 22. januar 1991 en shunt, der sluttede banen til den jyske længdebane syd for Gudenåen, så man undgik Strømmensbro, der i dag kun er for fodgængere og cyklister.
Efter nedlæggelsen af godstrafikken i 1993 blev stationsterrænet i Pindstrup solgt til spånpladefabrikken Novopan, og stationsbygningen blev revet ned. Rougsø Kommune købte resten af banen af DSB og sikrede dermed, at det meste af banens tracé er bevaret. Allingåbro Station blev turistkontor og hjemsted for Djursland for fuld Damp, der bl.a. udlejer skinnecykler. I starten kunne man cykle til Pindstrup på dem, men nu kan man kun cykle den anden vej til Ørneborgvej i Kristrup. DSB Museumstog har også kørt veterantog på strækningen, senest i december 2010.
I 2006 blev der etableret cykelsti på strækningen Allingåbro-Auning. Den blev indviet i 2007 og asfalteret i 2009. Sporet blev også taget op mellem Auning og Pindstrup og mellem Pindstrup og Ryomgård. Der blev projekteret en sammenhængende banesti Allingåbro-Ryomgård. Den blev indviet 3. november 2013. Det meste af den er asfalteret, men der er grus på 3½ km mellem Auning og Pindstrup. Der er skabt passage gennem Pindstrup Mosebrug, ikke på den oprindelige banedæmning, som var forhøjet for at fungere som støjvold, men dog indenfor det gamle stationsterræn. Kun gennem Auning må stien forlade banetracéet, fordi kommunen har opført Kulturperronen (bibliotek og borgerhus) på tracéet og solgt resten af stationsterrænet – dog er tracé med perronkant bevaret ud for stationsbygningen.

## Strækninger hvor banetracéet er bevaret
32½ km af banens tracé er bevaret, heraf 19 km skinner mellem Strømmen og Allingåbro.
- Strømmensbro i Randers set fra nord
- Shuntens tilslutning til den jyske længdebane syd for Gudenåen i Randers
- Fra Århusvej i Randers mod vest
- Fra Bygaden i Uggelhuse mod vest – det gule hus er stationen
- Stationsterrænet i Allingåbro, set fra enden af sporet
- Banestien starter fra Allingåbro mod Ryomgård
- Banestien gennem Tårup Kær
- Kulturperronen ved siden af Auning Station ligger på tracéet
- Banedæmningen ved Pindstrup Mosebrug
- Banestien forlader tracéet og drejer tv. mod Ryomgård
- Banetracéet videre mod Ryomgård afbrydes af haver
- Randers-Ryomgård-banens skinner på Ryomgård Station